# 雷德蘭鎮區 (阿肯色州克里夫蘭縣)
雷德蘭鎮區（英語：Redland Township）是位於美國阿肯色州克里夫蘭縣的一個行政鎮區。

## 地方資料
雷德蘭鎮區的面積為229.60平方千米，當中陸地面積為229.07平方千米，而水域面積為0.53平方千米。根據2010年美國人口普查的數據，當地共有人口622人，而人口密度為每平方千米2.71人。